# 安日卡尔
安日卡尔（葡萄牙語：Angical）是巴西巴伊亚州的一个市镇。总面积1638.72平方公里，总人口13364人，人口密度8.2人/平方公里。